# Oulun Luistinseura
Oulun Luistinseura (abgekürzt OLS) ist ein Sportverein aus der nordfinnischen Küstenstadt Oulu. Der Verein unterhält Abteilungen im Fußball, Bandy, Bowling und im Unihockey.

## Geschichte
Der Verein wurde bereits 1880 unter dem schwedischen Namen Skridskoklubben i Uleåborg (Schlittschuhklub in Oulu) gegründet. Nachdem der Spielbetrieb 1895 eingestellt worden war, gründete sich der Verein 1908 unter dem heutigen finnischen Namen neu. Neben Bandy wurde ab 1941 im Verein auch Fußball gespielt, ab 1957 gebowlt. Die Floorballabteilung wurde 1998 ins Leben gerufen.

## Bandy
Mit 16 finnischen Meistertitel ist OLS hinter Helsingfors IFK (17 Titel) und zusammen mit Warkauden Pallo -35 (ebenfalls 16 Titel) der zweiterfolgreichste Bandyverein Finnlands. Der Verein gewann die Meisterschaften in den Jahren 1970, dann zwischen 1975 und 1977 dreimal in Folge, 1979, 1982 bis 1984 erneut dreimal in Folge, 1986, 1990, 1991, 2001, 2003, 2008, 2009 und 2014. Zudem gewann OLS seit 1962 zwölf Vizemeisterschaften.
1976 gewann OLS als bislang einziger nicht aus Schweden oder Russland stammende Verein den Bandy World Cup, den jährlich ausgetragenen Weltcup für Vereinsmannschaften in Bandy. Im Finale gegen Västerås SK aus Schweden gewann Oulu mit 3:2.
Die Heimspiele trägt die Mannschaft im städtischen Pakkalan kenttä im Ouluer Stadtteil Raksila aus.

### Erfolge
- Weltcup:
  - 1. Platz: 1976

- Europacup:
  - 2. Platz: 1977, 1990
  - 3. Platz: 1986, 1991, 2001, 2008, 2009

- Finnische Meisterschaften:
  - 1. Platz: 1970, 1975, 1976, 1977, 1979, 1982, 1983, 1984, 1986, 1990, 1991, 2001, 2003, 2008, 2009, 2014 (16 ×)
  - 2. Platz: 1962, 1967, 1978, 1981, 1987, 1989, 1995, 2000, 2002, 2004, 2006, 2010 (12 ×)
  - 3. Platz: 1964, 1971, 1973, 1974, 1985, 1988, 1992, 1994, 2005 (9 ×)

## Unihockey
Die Abteilung wurde 1998 gegründet.
In der Saison 2020/21 spielt das Männerteam erstklassig.

## Fußball
Die Fußballabteilung von OLS wurde 1941 von Bandyspielern des Vereins gegründet. Eigenständig spielte der Verein nie erstklassig. Im Herbst 1991 bildeten die Fußballer zusammen mit der Fußballabteilung von Oulun Työväen Palloilijat den FC Oulu, der 1992 und 1994 in der höchsten finnischen Liga spielte und beide Spielzeiten jeweils den vorletzten Platz belegte und abstieg. Nach der Saison 1994 löste sich der bankrotte Verein wieder auf.
Zweitklassig spielte der Verein 1978, 1991, 2003, 2005.

### Bekannte Spieler
- Jarkko Hurme (* 1986), als Jugendspieler bis 2003
- Antti Niemi (* 1972), Torhüter, 1989 im Verein
- Mika Nurmela (* 1971), 1988 bis 1989 und 2005 im Verein
- Antti Okkonen (* 1982), 1999 im Verein
- Otto Fredrikson (* 1981), Torhüter, 1999 im Verein sowie zuvor als Jugendspieler ab 1995